# 房僧寄
房僧寄（5世纪—501年），南朝齐将领。
齐帝萧宝卷年间，任竟陵太守。永元元年（499年）十一月，江州刺史陈显达起兵，令长史庾弘远、司马虎龙写信给朝中贵臣，称房僧寄与自己同谋。不久陈显达败亡，史书没有记载房僧寄是否响应。
二年（500年）十二月，房僧寄被代任回京城建康，到郢州时，正逢雍州刺史萧衍和荆州行府事萧颖胄起兵，萧宝卷敕令房僧寄为鲁山（汉口）城主，除授骁骑将军。房僧寄对郢州刺史张冲说：“臣虽未受朝廷（指萧宝卷）深恩，但确实曾蒙先帝（齐明帝）厚泽。荫其树者不折其枝，我实在想尽力立微功。”张冲被他打动，许诺与他结盟，分兵据守，并遣军主孙乐祖率数千人助其守鲁山，沿岸设立堡垒。次年（501年）二月，萧衍出沔口亲临前线，部下诸将建议合兵围郢州并分兵袭取西阳、武昌。萧衍说汉口宽不过一里，房僧寄以重兵固守汉口，与郢城为掎角，如果全军前进，必被房僧寄断绝后路，悔无所及，不如遣长史王茂、竟陵太守曹景宗诸军渡江，与荆州军合兵进逼郢城，而由他亲自围攻鲁山以通沔、汉道路，只要用方舟顺江而下运来郧城、竟陵的粟米，江陵、湘中的军队相继来到，兵多食足，就不担心不能破城。诸将赞同。萧衍筑汉口城以压制鲁山，命水军主张惠绍等游遏江中，断绝郢州、鲁山二城信使。
三月，荆雍联军拥戴荆州刺史皇弟南康王萧宝融为帝，同月张冲病亡。六月，萧宝融派卫尉席阐文慰劳萧衍的军队，认为他顿兵坚城之下，坐失良机，劝他联合北魏。萧衍则回答了汉口“路通荆、雍，控引秦、梁”的重要性，鲁山守军可能断绝自己的道路，所以必须分兵包围而不能以全军围攻郢州，自己此战必胜，不需要联合北魏。
鲁山城缺粮，军人于矶头捕细鱼为食，秘密准备轻船，想逃奔夏口。萧衍命偏军断其道路，防其逃逸。同月，房僧寄病卒，众人推举孙乐祖代为守城，孙乐祖很快窘迫投降，不久郢州也投降。郢州、鲁山二城投降时，死者相积，却无人叛逃。时人将张冲、房僧寄比作汉末被围城的东郡太守臧洪。萧宝卷赠房僧寄益州刺史。